# Таба-Цека (район)
Таба-Цека (сесото Thaba-Tseka) — один з 10 районів Лесото. Адміністративний центр — Таба-Цека.

## Географія
Район Таба-Цека межує на сході з провінцією Квазулу-Наталь, ПАР, на північному сході з районом Мокотлонг, на півночі з районом Лерібе, на північному заході з районом Береа, на заході з районом Масеру, на південному заході з районом Мохалес-Хук і на півдні з районом Цгачас-Нек. Площа району становить 2.916 км².

## Населення
За переписом населення 2004 року у районі Таба-Цека мешкало 200.000 осіб.

## Адміністративний поділ Таба-Цека

### Округи
5 округів
- Мацон'яне
- Машаї
- Семена
- Таба-Моеа
- Таба-Цека

### Місцеві ради
13 місцевих рад
- Бобете
- Лесобенг
- Махека
- Малеглоана
- Мацуана
- Могланапенг
- Мон'єтленг
- Мосетоа
- Мпе-Лебеко
- Схонгонг
- Сенотонг
- Таба-Чіт'я
- Таба-Холо

| Лесото | Це незавершена стаття з географії Лесото. Ви можете допомогти проєкту, виправивши або дописавши її. |

29°30′ пд. ш. 28°40′ сх. д. / 29.500° пд. ш. 28.667° сх. д.